# Julius von Canitz
Julius Freiherr von Canitz (geboren 1815; gestorben nach 1858) war ein preußischer Verwaltungsbeamter, 1841 leitete er vertretungsweise als Landrat den Kreis Krefeld.
Canitz versah vom 21. Juni bis zum 13. November 1841 und in der Nachfolge von Carl von Rigal vertretungsweise die Verwaltung des Kreises Krefeld, abgelöst wurde er durch Carl von Raesfeld, der diese Stellung ebenso nur für zwei Jahre besetzt.